# Jack Peart
John George „Jack“ Peart (* 3. Oktober 1888 in South Shields; † 3. September 1948 in Paddington, London) war ein englischer Fußballspieler und -trainer.

## Sportlicher Werdegang
Peart schloss sich 1907 von Adelaide South Shields kommend Sheffield United in der Football League an. Dort kam er vornehmlich in der Reservemannschaft zum Einsatz, ehe er in die Wettkampfmannschaft aufrückte und in zwei Spielzeiten für den Klub in der First Division auflief. Anschließend schloss er sich dem in der Birmingham & District League spielenden Stoke City an. Beim Klub avancierte der Stürmer zum regelmäßigen Torschützen und lief nach der Meldung einer zweiten Wettkampfmannschaft für die Southern Football League für den Klub in beiden Serien auf.
Im März 1912 kehrte Peart als Spieler von Newcastle United in die Football League zurück. Für den Erstligisten stand er unregelmäßig auf dem Spielfeld und wurde im Februar 1913 zu Notts County transferiert. Bis zum Ende der Spielzeit 1912/13 gelangen ihm sieben Saisontore, wodurch er zwar vereinsintern bester Torschütze wurde, aber den Abstieg des Klubs in die Second Division nicht abwenden konnte. Ebenso wie Sammy Stevens von Hull City gelangen ihm in der Zweitligasaison 1913/14 29 Saisontore. Damit zeichnete er sich für mehr als ein Drittel der Tore seiner Mannschaft verantwortlich, die er damit zum Wiederaufstieg als Zweitligameister führte. Zudem wurde er Torschützenkönig der zweithöchsten Spielklasse Englands. Bevor der Spielbetrieb wegen des Ersten Weltkriegs 1915 zum Erliegen kam, war er mit elf Treffern erneut vereinsintern bester Torschütze, der Klub hielt in der First Division die Klasse.
Nachdem Peart zuletzt im Rang eines Korporals während des Krieges gedient und dabei als Gastspieler unter anderem die Farben von AFC Rochdale, Leeds City, seines Ex-Klubs Stoke City und des FC Barnsley vertreten hatte, lief er bei Wiederaufnahme des Spielbetriebs 1919 nur noch kurzzeitig für Notts County auf. Im November 1919 heuerte er beim Zweitligisten Birmingham City an. Bereits im Januar 1920 zog er zu Derby County weiter, wo ebenso nur kurzzeitig blieb. Er nahm ein Angebot der Ebbw Vale Steel & Iron Company an, um als Spielertrainer der unternehmensnahen Mannschaft im Non-League football Geld zu verdienen. Im Januar 1922 kehrte er als Spieler von Port Vale erneut in die Football League zurück, wurde aber nach verletzungsbedingt nur sieben Ligaeinsätzen im Sommer für Norwich City freigegeben. Nach einer Spielzeit wechselte er als Spielertrainer zum AFC Rochdale, wo er 1924 seine aktive Laufbahn beendete und noch bis 1930 in der dritten Liga an der Seitenlinie stand.
Im Sommer 1930 übernahm Peart als Nachfolger von Peter O’Rourke das Traineramt beim in der Second Division antretenden Bradford City. Nach mehreren Plätzen im mittleren Tabellenbereich rutschte er mit dem Klub in der Spielzeit 1934/35 in den Abstiegskampf. Im März 1935 folgte er einem Angebot des Ligarivalen FC Fulham, der sich vom aufgrund eines Krankenhausaufenthalts wegen einer Appendizitis ausfallenden Jimmy Hogan getrennt hatte. Bei Bradford City wurde er unterdessen durch Dick Ray ersetzt, der die Mannschaft auf den letzten Nicht-Abstiegsplatz führte. Beim Londoner Klub etablierte sich Peart unterdessen als langjähriger Trainer, bis zu seinem Tod blieb er im Amt. Im FA Cup 1935/36 erreichte er mit der Mannschaft dabei das gegen seinen Ex-Klub Sheffield United verlorene Semifinale. Vor und nach dem Zweiten Weltkrieg belegte er mit der Mannschaft Mittelfeldplätze, in der Spielzeit 1948/49 setzte er sich mit der Mannschaft an die Ligaspitze. Unter seinem Nachfolger Frank Osborne, der nach dem Tod Pearts von seinem Posten als Vereinsdirektor auf die Trainerbank wechselte, gelang am Saisonende als Zweitligameister der Aufstieg in die First Division.